# News of the World Tournament
News of the World Tournament, även känt som News of the World Championship var en professionell inbjudningsturnering i snooker som spelades varje år under 1950-talet, men sedan lades ned. Bland spelarna hade den högre status än VM, som för övrigt tillfälligt lades ned efter 1952. Tillsammans med World Matchplay var då News of the World en av de mest prestigefyllda tävlingarna.
Turneringen spelades varje år i Leicester Square Hall i London, och avgjordes oftast i form av gruppspel med final. Spelarna fick handikappoäng efter hur skickliga de ansågs vara. Joe Davis, som trots att han delvis dragit sig tillbaka efter VM 1946, ansågs fortfarande vara bäst i världen, och fick inleda varje frame med att ligga under med upp till 20 poäng. Detta handikappsystem gjorde att ingen spelare kunde dominera tävlingen likt Davis tidigare hade gjort med VM.
I 1955 års turnering gjorde Joe Davis ett break på 146, vilket då var världsrekord.

## Vinnare
| År   | Vinnare      | Finalist     |
| ---- | ------------ | ------------ |
| 1950 | Joe Davis    | Sidney Smith |
| 1951 | Alec Brown   | John Pulman  |
| 1952 | Sidney Smith | Albert Brown |
| 1953 | Joe Davis    | Jackie Rea   |
| 1954 | John Pulman  | Joe Davis    |
| 1955 | Jackie Rea   | Joe Davis    |
| 1956 | Joe Davis    | Fred Davis   |
| 1957 | John Pulman  | Fred Davis   |
| 1958 | Fred Davis   | John Pulman  |
| 1959 | Fred Davis   | Joe Davis    |